# Цезарій (Стебновський)
Цезарій Стебновський (пол. Cezary Stebnowski; 1708, Перемишль — 22 травня 1762, Полоцьк) — титулярний архієпископ Смоленський Руської унійної церкви, василіянин.

## Життєпис
Народився в Перемишлі в сім'ї Андрія і Барбари Стебновських, католиків латинського обряду. Перед 1732 роком вступив до Василіянського Чину. В січні 1733 року розпочав богословські студії в Папській Урбаніанській колегії Пропаганди Віри в Римі. 16 серпня 1734 року звернувся до Конґреґації з проханням про згоду на священничі свячення і був висвячений на священника 5 вересня того ж року. 22 березня 1736 року отримав від Апостольської Столиці дозвіл на читання заборонених книг і направлення до Загреба для з'ясування обставин, у яких опинилися тамтешні католики східного обряду після того, як православні серби спалили монастир у Марчі. У Загребі мав зустріч з єпископом Загребським Юраєм Бран'юґом, після чого через Віденську нунціатуру передав до Риму два звіти. Наслідком цієї місії було призначення до Загреба апостольського вікарія для східних католиків хорватського василіянина єпископа Теофіла Пассіха. У травні 1736 року Стебновський повернувся на Батьківщину. У 1736—1740 роках був візитатором василіянських монастирів і секретарем протоархимандрита Василя Полатила. У листі з Березвеча від 28 грудня 1737 року до Конґреґації Пропаганди Віри описав висновки з проведеної візитації. 30 жовтня 1738 року о. Полатило призначив Стебновського уповноваженим у (судових) справах, які провадив на той час Вітебський василіянський монастир. У 1738—1740 роках працював місіонером у Литві, Волині та Лівобережній Україні. У 1740 році переслав до Конґреґації звіти, у яких подав інформацію про ситуацію Руської Унійної Церкви, стосунки з Православною Церквою і діяльність Могильовського православного єпископа Йосифа Волчанського.

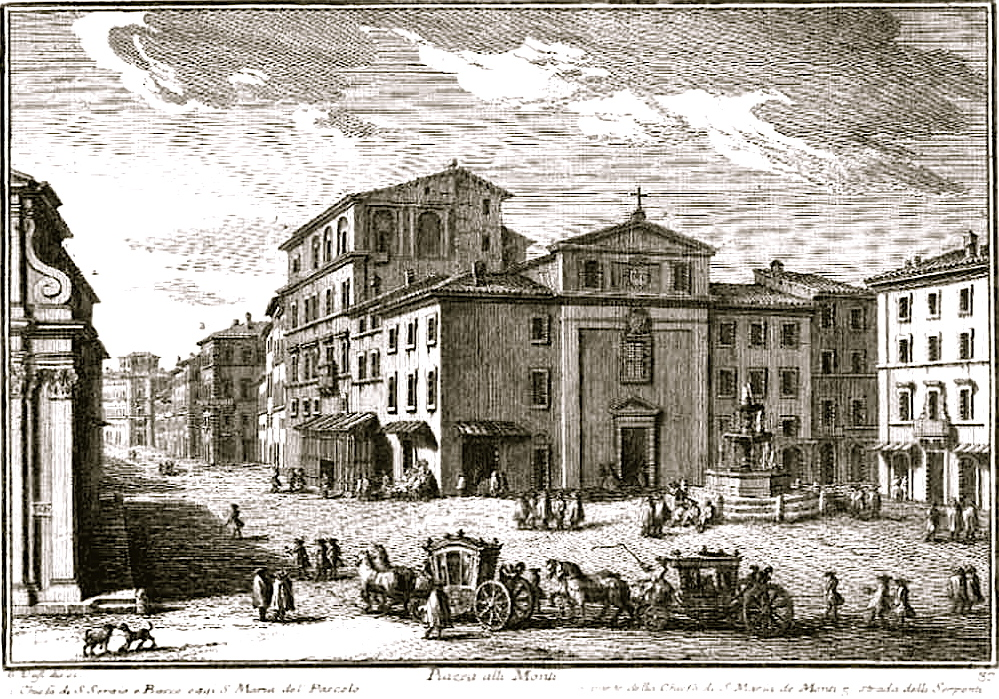
Церква святих Сергія і Вакха в Римі — осідок генеральних прокураторів Василіянського Чину

У 1740 році отримав призначення на посаду генерального прокуратора Василіянського Чину в Римі (лат. Procurator Negotiorum Ecclesiae in Urbe). В Архіві відділення інституту історії Росії РАН в Санкт-Петербурзі зберігається денник чинностей прокуратора з 1740—1742 років. У друкарні Конгрегації Пропаганди Віри видав «Officia sanctorum Ruthenorum» латинською та руською мовами, що правдоподібно було описом обрядів Руської Унійної Церкви. Можливо, що під час цього побуту в Римі, Стебновський здобув ступінь доктора богослов'я. На початку 1745 року повернувся до Речі Посполитої і став настоятелем монастиря і префектом василіянських шкіл у Жировичах. Двічі поспіль на двох капітулах Василіянського Чину, що відбувалися в Бересті у 1747 і 1751 роках Стебновського обирали консультором Литовської провінції. У 1751 році знову був у Римі в справах Чину, а після повернення за підтримки підканцлера Міхала Антонія Сапєги став архимандритом Онуфрейського монастиря. Правдоподібно, як вікарій Полоцького архієпископа і Київського митрополита Флоріяна Гребницького, був адміністратором тієї частини Полоцької архієпархії, яка сусідувала з російським кордоном і де було багато православних, підлеглих єпископові в Могильові..

## Архієпископ Смоленський
13 листопада 1754 року Цезарій Стебновський отримав королівську номінацію на вакантну Смоленську титулярну архієпископську катедру. Оскільки, архієпископство знаходилося на територіях, які Річ Посполита втратила ще сто років перед тим, то Стебновський любив жартувати, що при ньому буде тільки титул, а паства — за кордоном (пол. «titulus tylko będzie przy mnie, a vitulus za granicą»); тамтешні унійні парафії часто були без священників і переважав у них вплив Православної Церкви. Єпископську хіротонію отримав 16 вересня 1756 року з рук митрополита Флоріяна Гребницького.

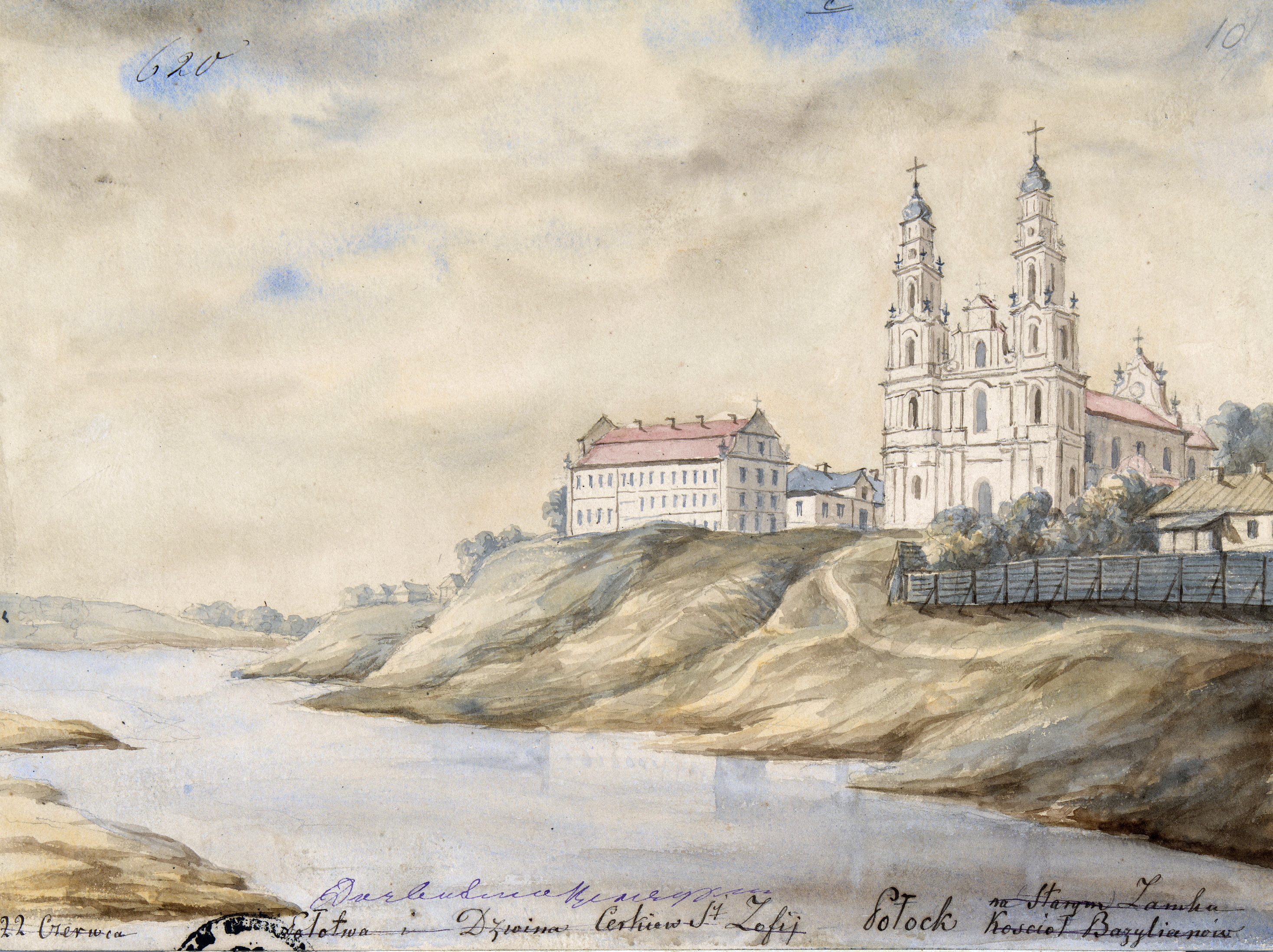
Собор Святої Софії і василіянський монастир в Полоцьку. Наполеон Орда, 1875—1876

У 1757 році входив у склад митрополичої комісії для перегляду стану Володимирської єпархії перед введенням на тамтешню катедру Пилипа Володковича. Підписав виготовлений 4 лютого 1758 року єпископатом Руської Унійної Церкви лист до папи Бенедикта XIV, зміст якого торкався впровадження заборони уніятам змінювати обряд на латинський та збереження прав і привілеїв Унійної Церкви. Дбаючи про поширення впливу унії на території Полоцької архієпархії в порозумінні з Конґреґацією Пропаганди Віри у 1759 старався про заснування парафій у містах Кричев і Шклов. В 1761 році вдалося йому ввести унійного священника до церкви в парафії Запола на кордоні з Російською імперією. У зв'язку з претензіями василіян, аби Стебновський, ставши Смоленським архієпископом, склав із себе уряд настоятеля Онуфрейського монастиря, Конґреґація Пропаганди Віри потвердила приналежність Онуфрейської архимандрії та Мстиславського (Пустинського) монастиря до Смоленських архієпископів як їхнє забезпечення.
Архієпископ Цезарій Стебновський помер у василіянському монастирі при катедрі Святої Софії в Полоцьку 22 травня 1762 року.
Спадщина Стебновського згідно з його останньою волею була призначена на утримання василіянських місіонерів, однак василіянське провінційне керівництво, покликаючись на постанови Замойського синоду, старалося, щоб її було призначено виключно для Онуфрейської архимандрії. Комісія, скликана в Римі для вирішення цього спору, поділила спадок (12 тисяч талерів у золоті і готівці), призначивши його на діяльність місіонерів і Онуфрейський монастир, а також виділила частину на забезпечення його наступника на катедрі. Місіонери з фундації архієпископа Стебновського провадили діяльність серед мешканців Білої Русі в межах Російської імперії.